# Krimveldtochten (1687-1689)

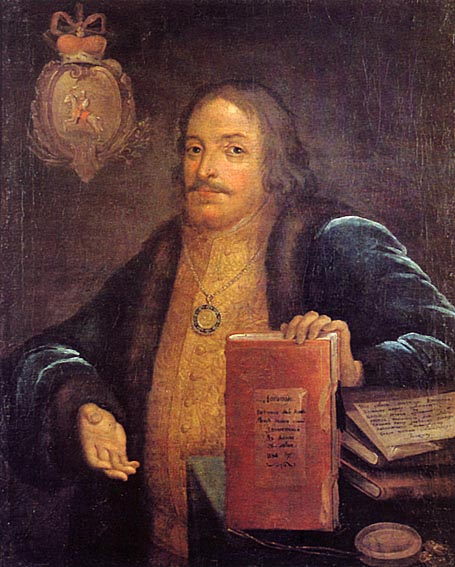
Vorst Vasili Golitsyn

De Krimveldtochten van 1687 en 1689 (Russisch: Крымские походы 1687 и 1689; Krymskije pochody 1687 i 1689) waren veldtochten van het Russische leger tegen het Kanaat van de Krim. Ze waren onderdeel van de Tweede Russisch-Turkse Oorlog.
Nadat Rusland de Eeuwige Vrede van 1686 had gesloten met Polen, werd zij lid van de anti-Turkse coalitie, de Derde Heilige Liga van Oostenrijk, Venetië en Polen, die al in oorlog waren met de Turkse sultan Mehmet IV en zijn vazal, het Krimkanaat. 
In mei 1687 verliet het Russische leger met ongeveer 100.000 man troepen onder leiding van knjaz Vasili Golitsyn Oekraïne, samen met de Don-Kozakken en Zaporozje-Kozakken. Toen de Russen de rivier de Konskieje Vody overstaken, staken de Krimtataren de steppe in brand, waardoor de Russische paarden geen eten meer hadden. Hierop besloten de Russen op 17 juni om terug te keren. De Kozakken en Golitsyn eisten dat de Russische regering hetman Ivan Samoilovitsj zou vervangen door Ivan Mazepa, omdat Samoilovitsj de oorlog met het Ottomaanse Rijk en het Krimkanaat niet had goedgekeurd.
In 1688 begonnen de Russen met de voorbereidingen voor een tweede veldtocht. Polen begon echter te onderhandelen voor vrede met het Ottomaanse Rijk, waardoor de Russen het een stuk zwaarder kregen. In het vroege voorjaar van 1689 trok het Russische leger, ditmaal bestaande uit ongeveer 150.000 man troepen, naar het zuiden. Op 15 mei botsten de Russen op de Krimtataren niet ver van het dorpje Zeljonaja Dolina. Het Russische leger wist de aanval succesvol af te slaan en zette zijn mars voort om op 20 mei het fort van Perekop te bereiken. Doordat ze numeriek in de minderheid waren, besloten ze het beleg hieromheen af te breken en trokken ze zich terug.
Met de Krimveldtochten van 1687 en 1689 wisten de Russen de Turken goed bezig te houden, wat de bondgenoten van Rusland in de Heilige Alliantie in de kaart speelde. Het Russische leger wist echter geen winst te behalen aan de zuidgrenzen. De onsuccesvolle uitkomst van de veldtochten leidde ertoe, dat de regering van de Russische regentes Sofia Aleksejevna van Rusland viel.
Russisch-Turkse Oorlog (1569-1570) · Russisch-Turkse Oorlog (1676-1681) · Russisch-Turkse Oorlog (1686-1700) · Russisch-Turkse Oorlog (1710-1711) · Russisch-Turkse Oorlog (1735-1739) · Russisch-Turkse Oorlog (1768-1774) · Russisch-Turkse Oorlog (1787-1792) · Russisch-Turkse Oorlog (1806-1812) · Griekse Onafhankelijkheidsoorlog (1821-1831) · Russisch-Turkse Oorlog (1828-1829) · Krimoorlog (1853-1856) · Russisch-Turkse Oorlog (1877-1878) · Kaukasusveldtocht (1914-1918)